# لطفي جرمانة
لطفي جرمانة هو فنان أو مطرب شعبي تونسي، يعد من أبرز وأشهر الفنانين في تونس والمغرب العربي في مجال المزود.

## الميلاد
وُلد لطفي جرمانة يوم 3 أكتوبر سنة 1967 في نهج الحديد، باب السويقة، في العاصمة تونس.

## السيرة المهنية
كانت انطلاقته في ميدان الفن الشعبي في أوائل الثمانينات حيث أصدر أول ألبوم خاص به بعنوان "من الناس نشكي للناس"، وعرف أوج شهرته في بداية التسعينات، لتتوالى بعده العديد من الألبومات والكوكتالات التي لاقت نجاحاً كبيراً لدى الجماهير حيث تعامل مع كل شركات «الكاسات» في ذلك الوقت على غرار «سوكا» و»فوني» و«أفريكا كاسات»، كذلك هو يملك رقم قياسي في عدد إصداره للألبومات التي تجاوزت الـ100، اشتغل أيضًا كمؤلف وملحن وسبق له أن تعامل مع أبرز الفنانين الشعبيين في تونس.

لطفي جرمانة في سن الـ13.